# Кубок Европы по спортивной ходьбе 2017
Кубок Европы по спортивной ходьбе 2017 прошёл 21 мая в курортном городе Подебрады (Чехия). Сильнейших выявляли взрослые спортсмены и юниоры до 20 лет (1998 года рождения и моложе). Были разыграны 10 комплектов медалей (по 5 в личном и командном зачёте).
Кубок Европы пропустила сборная России, отстранённая от международных соревнований в ноябре 2015 года из-за допингового скандала (в чём большую роль сыграла и негативная антидопинговая ситуация в российской ходьбе). В качестве нейтральных атлетов к соревнованиям были допущены два российских ходока. Сергей Широбоков занял 12-е место на дистанции 20 км среди мужчин, а Яна Смердова выиграла соревнования юниорок.
На старт вышли 223 ходока из 27 стран Европы (96 мужчин, 52 женщины, 38 юниоров и 37 юниорок). Трасса длиной один километр была проложена по территории Лазенского парка. Соревнования прошли при тёплой и ясной погоде.
Каждая команда могла выставить до четырёх спортсменов в каждый из взрослых заходов и до трёх в юниорских соревнованиях. Лучшие в командном зачёте определялись по сумме мест трёх лучших спортсменов среди взрослых и двух лучших — среди юниоров.

## Расписание
| Дата        | Время | Забег         |
| ----------- | ----- | ------------- |
| 21 мая 2017 | 08:00 | 50 км мужчины |
| 21 мая 2017 | 10:00 | 10 км юниоры  |
| 21 мая 2017 | 13:00 | 20 км женщины |
| 21 мая 2017 | 16:00 | 20 км мужчины |
| 21 мая 2017 | 18:00 | 10 км юниорки |

Время местное (UTC+2)

## Медалисты
Курсивом выделены участники, чей результат не пошёл в зачёт команды

### Мужчины и юниоры
| Дисциплина             | Золото                                                                            | Золото   | Серебро                                                                                | Серебро  | Бронза                                                                              | Бронза   |
| ---------------------- | --------------------------------------------------------------------------------- | -------- | -------------------------------------------------------------------------------------- | -------- | ----------------------------------------------------------------------------------- | -------- |
| 20 км                  | Кристофер Линке Германия                                                          | 1:19.28  | Мигель Анхель Лопес Испания                                                            | 1:20.21  | Персеус Карлстрём Швеция                                                            | 1:20.40  |
| 20 км (команды)        | Испания · Мигель Анхель Лопес · Диего Гарсия · Мануэль Бермудес · Альваро Мартин  | 30 очков | Германия · Кристофер Линке · Нильс Брембах · Хаген Поле · Йонатан Хильберт             | 35 очков | Ирландия · Алекс Райт · Роберт Хеффернан · Сиан Макманамон                          | 45 очков |
| 50 км                  | Иван Банзерук Украина                                                             | 3:48.15  | Игорь Главан Украина                                                                   | 3:48.38  | Микеле Антонелли Италия                                                             | 3:49.07  |
| 50 км (команды)        | Украина · Иван Банзерук · Игорь Главан · Марьян Закальницкий · Андрей Гречковский | 9 очков  | Италия · Микеле Антонелли · Теодорико Капоразо · Андреа Агрусти · Федерико Тонтодонати | 19 очков | Испания · Франсиско Арсилья · Иван Пахуэло · Луис Мануэль Корчете · Бенхамин Санчес | 34 очка  |
| Юниоры 10 км           | Лео Кёпп Германия                                                                 | 41.08    | Никита Коляда Белоруссия                                                               | 41.19    | Лукаш Недзялек Польша                                                               | 41.28    |
| Юниоры 10 км (команды) | Беларусь · Никита Коляда · Станислав Кузьмич                                      | 9 очков  | Франция · Давид Кустер · Жюстен Бурнье · Райан Гонье                                   | 11 очков | Украина · Виктор Шумик · Эдуард Забуженко · Виктор Кононенко                        | 14 очков |

### Женщины и юниорки
| Дисциплина              | Золото                                                                        | Золото   | Серебро                                                                                    | Серебро  | Бронза                                                                                                | Бронза   |
| ----------------------- | ----------------------------------------------------------------------------- | -------- | ------------------------------------------------------------------------------------------ | -------- | --- | -------- |
| 20 км                   | Антонелла Пальмизано Италия                                                   | 1:27.57  | Ана Кабесинья Португалия                                                                   | 1:29.44  | Лаура Гарсия-Каро Испания                                                                             | 1:29.57  |
| 20 км (команды)         | Испания · Лаура Гарсия-Каро · Мария Перес · Лидия Санчес-Пуэбла · Аманда Кано | 18 очков | Италия · Антонелла Пальмизано · Валентина Траплетти · Николь Коломби · Сибилла Ди Винченцо | 34 очка  | Литва · Бригита Вирбалите-Димшене · Живиле Вайцюкевичюте · Моника Вайцюкевичюте · Кристина Салтанович | 36 очков |
| Юниорки 10 км           | Яна Смердова Нейтральный атлет                                                | 46.39    | Мерьем Бекмез Турция                                                                       | 46.48    | Тереза Цурек Германия                                                                                 | 46.51    |
| Юниорки 10 км (команды) | Испания · Марина Пенья · Ирен Монтехо · Антия Чамоса                          | 10 очков | Греция · София Аликаниоти · Димитра Бохори · Атанасия Вайци                                | 12 очков | Германия · Тереза Цурек · Юлия Рихтер · Юлия Хенце                                                    | 14 очков |